# Quadrupedie

Vierbeinige Fortbewegung bei einem Indischen Elefanten

Die Quadrupedie (lateinisch quadrus ‚vier‘ und pes ‚Fuß‘) ist die vierbeinige Art der Fortbewegung (Lokomotion) bei landlebenden Wirbeltieren. Eine auf alle vier Extremitäten gestützte Fortbewegungsweise ist der plesiomorphe (primäre, ursprüngliche) Zustand für die Landwirbeltiere (Tetrapoda), wurde aber bei einigen Gruppen auch sekundär wieder erworben (z. B. ceratopside Dinosaurier).
Eine evolutionäre Weiterentwicklung der Quadrupedie ist die Bipedie, die zum Beispiel bei Hominiden, einigen ausgestorbenen Krokodil-Verwandten, vielen Dinosauriern sowie den Vögeln vorkommt.
Weder heute existierend noch im Fossilbericht überliefert sind Tiere, die sich von Natur aus dreibeinig („triped“) fortbewegen; dies wird darauf zurückgeführt, dass die vierbeinige Fortbewegung der Wirbeltiere aus bilateral-symmetrisch angelegten Flossen von Fischen abgeleitet ist und eine asymmetrische Reduzierung der Extremitäten offenbar zu keinem Zeitpunkt einen evolutiven Vorteil hatte. Allerdings nutzen zum Beispiel Erdmännchen und andere Tiere ihren Schwanz in aufrechter Körperhaltung als drittes „Standbein“.